# Dobšice (Boêmia do Sul)
Dobšice é uma comuna checa localizada na região da Boêmia do Sul, distrito de České Budějovice.